# Sébastien Jeanneret
Sébastien Jeanneret (* 12. Dezember 1973 in Le Locle) ist ein ehemaliger Schweizer Fussballspieler.
Er spielte auf der Position des Verteidigers. Der 179 cm grosse Rechtsverteidiger war von 1996 bis 2000 Nationalspieler (18 Länderspiele) und nahm mit den Eidgenossen an der Europameisterschaft 1996 teil. 